# Lucy Ridsdale
Lucy Ridsdale, contessa Baldwin (Londra, 19 giugno 1869 – Stourport-on-Severn, 17 giugno 1945), è stata una scrittrice e attivista inglese.

## Biografia
Era la figlia di Edward Lucas Jenks Ridsdale, e di sua moglie, Esther Lucy Thacker. Conosciuta come "Cissie", è cresciuta con la sorella e tre fratelli nel villaggio di Rottingdean, sulla costa del Sussex. Suo fratello Edward è diventato un membro del parlamento per Brighton.

## Matrimonio
Fin da ragazza, era un membro del White Heather Club, il primo club di cricket per le donne, fondato nel 1887. Lì incontrò il suo futuro marito, Stanley Baldwin
.
La coppia si sposò il 12 settembre 1892. Ebbero sei figli:
- Lady Diana Lucy Baldwin (8 aprile 1895-1982), sposò in prime nozze Richard Munro e in seconde nozze George Kemp-Welch;
- Lady Leonora Stanley Baldwin (10 luglio 1896-1989), sposò Arthur Howard, ebbero quattro figli;
- Lady Pamela Margaret Baldwin (16 settembre 1897-14 agosto 1976), sposò Herbert Huntington-Whiteley, ebbero tre figli;
- Oliver Baldwin, II conte Baldwin (1 marzo 1899-10 agosto 1958);
- Lady Esther Louisa Baldwin (16 marzo 1902-1981);
- Arthur Baldwin, III conte Baldwin (22 marzo 1904-5 luglio 1976).

## Interessi
Era molto attiva e socievole. A differenza di suo marito, preferiva la vita della città di Londra per la campagna. Condivideva la stessa profonda fede e visione morale cristiana. Spesso viaggiava con il marito durante il suo periodo come primo ministro, ed era un'oratrice eccellente che ha trovato la propria voce in politica.
Era coinvolta nelle Young Women's Christian Association e altri enti di beneficenza per le donne, soprattutto quelle relative al miglioramento delle cure sulle gravidanze, dopo che anche lei stessa soffrì delle gravidanze difficili e della perdita del suo primo figlio. Nel 1928, divenne vice-presidente della National Birthday Trust Fund per affrontare l'alta percentuale di mortalità materna. Nel 1929, ha contribuito a fondare l'Anæsthetics Appeal Fund. Era particolarmente interessata a ridurre il dolore del parto e cercare nuovi fondi per fare l'anestesia a prezzi accessibili per le donne a basso reddito. Il suo lavoro ha contribuito al passaggio della Midwives Act of 1936.

## Morte
Morì improvvisamente per un attacco cardiaco nel 1945 a Astley Hall, il loro paese d'origine nel Worcestershire. Fu cremata e le sue ceneri furono sepolte, con quelle del marito, nella navata centrale della Cattedrale di Worcester.